# Paralympische Zomerspelen 1976
De Ve Paralympische Spelen werden in 1976 gehouden in Toronto, Canada.

## Medaillespiegel
Het IPC stelt officieel geen medaillespiegel op, maar geeft desondanks een medailletabel ter informatie. In de spiegel wordt eerst gekeken naar het aantal gouden medailles, vervolgens de zilveren medailles en tot slot de bronzen medailles.
De onderstaande tabel geeft de top-10, aangevuld met België. In de tabel heeft het gastland een blauwe achtergrond.
| Plaats | Land                     | NPC | Goud | Zilver | Brons | Totaal |
| 1      | Verenigde Staten         | USA | 66   | 44     | 45    | 155    |
| 2      | Nederland                | NED | 45   | 25     | 14    | 84     |
| 3      | Israël                   | ISR | 40   | 13     | 16    | 69     |
| 4      | Bondsrepubliek Duitsland | FRG | 37   | 34     | 26    | 97     |
| 5      | Groot-Brittannië         | GBR | 29   | 29     | 36    | 94     |
| 6      | Canada                   | CAN | 25   | 26     | 26    | 77     |
| 7      | Polen                    | POL | 24   | 17     | 12    | 53     |
| 8      | Frankrijk                | FRA | 23   | 21     | 14    | 58     |
| 9      | Zweden                   | SWE | 22   | 27     | 24    | 73     |
| 10     | Oostenrijk               | AUT | 17   | 16     | 17    | 50     |
|        |                          |     |      |        |       |        |
| 17     | België                   | BEL | 7    | 7      | 8     | 22     |

## Nederlandse medailles

### Goud
- Marijke Ruiter (7 keer) - Zwemmen
- L. Ter Beek (6 keer) - Zwemmen
- Lia Baat-Duine (5 keer) - Zwemmen
- J. Evertsen (5 keer) - Zwemmen
- Frits Hildebrandt (4 keer) - Zwemmen
- H. Hilberink (3 keer) - Zwemmen
- A. Broeckhuysen (2 keer) - Atletiek
- Th. Engelbertink (2 keer) - Atletiek
- R. Adelerhof (2 keer) - Zwemmen
- J.P.M. Backx-de-Backer (2 keer) - Zwemmen
- J.T.M. Bakx (2 keer) - Zwemmen
- J. Fokkinga-de-Zeeuw (2 keer) - Zwemmen
- K.W. Hanse (2 keer) - Zwemmen
- M.J. Kers (2 keer) - Zwemmen
- Marianne Kortekaas (2 keer) - Zwemmen
- L. Mol (2 keer) - Zwemmen
- I.S. Schmidt (2 keer) - Tafeltennis
- H. Pimmelaar - Boogschieten
- J.F.G. Weyers - Atletiek
- H.J.M. Legebeke - Zwemmen
- G. Becker - Tafeltennis

### Zilver
- A. Broeckhuysen (2 keer) - Atletiek
- J.T.M. Bakx (2 keer) - Zwemmen
- Lia de Baat-Duine (2 keer) - Zwemmen
- K.W. Hanse (2 keer) - Zwemmen
- H.G. Heynen (2 keer) - Zwemmen
- M.J. Kers (2 keer) - Zwemmen
- Harry Lamberts (2 keer) - Zwemmen
- H.J.M. Legebeke (2 keer) - Zwemmen
- Th. Engelbertink - Atletiek
- J. Stam - Atletiek
- C. van der Vis-Morel - Atletiek
- R. Adelerhof - Zwemmen
- J. Fokkinga-de-Zeeuv - Zwemmen
- L. Her Beek - Zwemmen
- Marianne Kortekaas - Zwemmen
- J. Levestone - Zwemmen
- Gerrit Pomp - Zwemmen
- B. Tenniglo - Zwemmen
- G. Becker - Tafeltennis

### Brons
- Harry Lamberts (3 keer) - Zwemmen
- Piet Blanker (2 keer) - Boogschieten & Dartschieten
- Willem van den Bosch - Boogschieten
- Popke Popkema (2 keer) - Boogschieten & Dartschieten
- Gerrit Pomp (2 keer) - Zwemmen
- M. Senders - Boogschieten
- E.H. Roek - Atletiek
- J. Stam - Atletiek
- P.H. van der Vis - Atletiek
- R. Adelerhof - Zwemmen
- J.P.M. Backx-de-Backer - Zwemmen
- H.G. Heynen - Zwemmen
- H.J.M. Legebeke - Zwemmen
- J. Oosterbroek - Zwemmen
- E. Plevier - Zwemmen
- J. Meursing - Tafeltennis

## Belgische medailles

### Goud
- Achiel Braet (3 keer) - Atletiek
- Guy Grun - Boogschieten
- Annie Cornil - Atletiek
- Remi Ophem - Atletiek
- Philip Wouters - Atletiek

### Zilver
- Eddy de Vos (2 keer) - Zwemmen
- Aime Desal - Boogschieten
- Guy Grun - Boogschieten
- Jozef Meysen - Boogschieten
- Filip Bardoel - Atletiek
- Annie Cornil - Atletiek
- Remi Ophem - Atletiek
- Alice Verhee - Rolstoelschermen

### Brons
- Robert Fraeyman - Atletiek
- Martin Sallaert - Atletiek
- Aime Desal - Dartschieten
- Alice Verhee - Dartschieten
- Pascal Cornelis - Zwemmen
- Eddy de Vos - Zwemmen
- Jozef Devriese - Tafeltennis
- Richard de Zutter - Tafeltennis
- Frank Jespers - Rolstoelschermen

## Deelnemende landen
De volgende 40 Nationaal Paralympisch Comités werden tijdens de Spelen door een of meerdere sporters vertegenwoordigd: